# Знамеровська Тетяна Петрівна
Тетяна Петрівна Знамеровська (рос. Татьяна Петровна Знамеровская; 1912—1977) — російський радянський мистецтвознавець, викладач, письменник, колекціонер.

## Життєпис
Народилась у місті Москва. Походила з родини російського офіцера Петра Йосиповича Знамеровського. 1916 року разом із родиною доньку перевезли у місто Київ, де перебував її батько. Первісне навчання отримала вдома, де її вихователькою і вчителькою була пані Вишневська, що закінчила Університет у місті Гренобль. Батьки віддали доньку до школи лише у четвертий клас.
1926 року родина перебралась на житло у місто Дитяче Село (колишнє Царське Село), куди перевели її батька для навчання на Вищих Командних курсах.
Знамеровска мала вищу освіту, первісно закінчила Гірничий інститут у Ленінграді. 1931 року побралася із Павлом Чахурським. 1935 року разом із чоловіком відбула у Казахстан. Через рік вони повернулися до Ленінграда. Пані Знамеровська закінчила тут Ленінградський державний університет (історичний факультет).
В роки війни 1941—1945 рр. перебувала з чоловіком на Далекому Сході СРСР. Тоді ж перейшла до вивчення проблем мистецтвознавства. 1946 року Тетяна Знамеровська захистила дипломную работу та була прийнята у аспірантуру, в 1950 році захистила дисертацию, котра була присвячена творчості художника Хосе де Рибери. З того ж 1950 року перейшла також на викладацьку роботу з історії мистецтв.

## Знамеровська як викладач
Працювала в Ленінграді. Фахівець з історії мистецтва Італії і Іспанії 16-17 ст.
Багаторічний викладач Ленінградського державного університету.
Окрім викладацької діяльності сама створювала вірші (але не друкувла їх), вперше переклала на російську сонети художника Рафаеля Санті (1483—1520).

## Поет і колекціонер
Колекціонувала книги і керамічні вироби народів світу, в її колекції були керамічні вироби майстрів Італії, Німеччини, Угорщини, Польщі, України, країн Прибалтики.
Всю власну бібліотеку і приватну колекцію передала до краєзнавчого музею міста Солікамськ.

## Друковані твори
російською
- «Андреа Мантенья — художник североитальянского кватроченто». Л., 1961.
- «Веласкес». М., 1978.
- «Микельанджело да Каравджо». 1573—1610. М., 1955.
- «Направление, творческий метод и стиль в искусстве». Л., 1975.
- «Неаполитанская живопись первой половины XVII века». М., 1978.
- «Проблемы кватроченто и творчество Мазаччо.» Автореф. дис. на соиск. уч.ст. д-ра искусствоведения. Л., 1975.
- «Проблемы кватроченто и творчество Мазаччо». Л., 1975.
- «Прядильщицы» как итог развития бытового жанра в творчестве Веласкеса (ко 300-летию со дня смерти)" // Научные доклады высшей школы. Серия исторических наук. № 2. 1961.
- «Сальватор Роза» Т. П. Знамеровская. М., 1972.
- «Творчество Хусепе Риберы и проблема народности испанского реалистического искусства». Л., 1955.
- «Хусепе Рибера». М., 1982.